# Þjórsá
O Þjórsá ou Thjórsá (transliterado para português) é o mais longo rio da Islândia. Traz a neve derretida em vários glaciares, e flui para sudoeste ao longo de 230 km, para desaguar no Oceano Atlântico. É a principal fonte de energia hidroeléctrica do país.